# Hipopomídeos
Hipopomídeos (Hypopomidae) são uma família de peixes da ordem Gymnotiformes.

## Classificação
Família Hypopomidae
- Gênero Brachyhypopomus
  - Brachyhypopomus beebei
  - Brachyhypopomus bombilla
  - Brachyhypopomus brevirostris
  - Brachyhypopomus diazi
  - Brachyhypopomus draco
  - Brachyhypopomus janeiroensis
  - Brachyhypopomus jureiae
  - Brachyhypopomus occidentalis
  - Brachyhypopomus pinnicaudatus
- Gênero Hypopomus
  - Hypopomus artedi
- Gênero Hypopygus
  - Hypopygus lepturus
  - Hypopygus neblinae
- Gênero Microsternarchus
  - Microsternarchus bilineatus
- Gênero Racenisia
  - Racenisia fimbriipinna
- Gênero Steatogenys
  - Steatogenys duidae
  - Steatogenys elegans
  - Steatogenys ocellatus
- Gênero Stegostenopos
  - Stegostenopos cryptogenes